# Tormod Alnæs
Tormod Stephan Alnæs, född 7 oktober 1921, död 22 december 2003, var en norsk inredningsarkitekt och möbelforgivare.
Alnaes utvecklade i början av 1950-talet "Ponny-projektet", möbler av stålrör och bärande vem som demonterade kunde förpackas i platta packet. Alnaes idéer kom senare att utvecklas av flera möbelformgivare samt av möbelvaruhus som Ikea och Domus Interiör.